# Callista Brenzing
Maria Callista Brenzing OCist (* 15. Juni 1896; † 1975) war eine deutsche Zisterzienserin und Lehrerin.

## Werdegang
Brenzing war bis 1958 Priorin der Abtei Seligenthal in Landshut. Von 1929 bis 1965 stand sie im bayerischen Schuldienst und war von 1953 bis 1966 Leiterin des Gymnasiums Seligenthal. Später war sie Archivarin des Klosters.

## Ehrungen
- 1968: Verdienstkreuz 1. Klasse der Bundesrepublik Deutschland

| Personendaten    | Personendaten                                 |
| ---------------- | --------------------------------------------- |
| NAME             | Brenzing, Callista                            |
| ALTERNATIVNAMEN  | Brenzing, Maria Callista (vollständiger Name) |
| KURZBESCHREIBUNG | deutsche Zisterzienserin und Lehrerin         |
| GEBURTSDATUM     | 15. Juni 1896                                 |
| STERBEDATUM      | 1975                                          |